# 바를람 리파르텔리아니
바를람 구라미스 제 리파르텔리아니(조지아어: ვარლამ გურამის ძე ლიპარტელიანი, 1989년 2월 27일~)는 조지아의 유도 선수이다. 2016년 하계 올림픽 남자 미들급에서 은메달을 획득했으며 유럽 유도 선수권 대회에서 3회 우승했다.